# Capitole de l'État de l'Alabama
Le Capitole de l'État d'Alabama (anglais : Alabama State Capitol), aussi connu sous le nom Premier Capitole confédéré (First Confederate Capitol), est situé sur la Goat Hill à Montgomery dans l'État américain de l'Alabama. Il a été construit en 1851. Il abrita la Législature de l'Alabama jusqu'en 1985.

## Histoire
Le premier Capitole fut construit à Montgomery en 1847, et détruit par un incendie en 1849. L'actuel Capitole d'État fut construit sur les fondations de l'ancien, et achevé en 1851. Le bâtiment s'agrandit au cours du temps, une aile est fut ajoutée en 1885, une aile sud en 1906 et une aile nord équivalente en 1912. Accompagnant une rénovation complète du bâtiment, une extension moderne fut construite à l'arrière en 1992.
Le bâtiment abrita la législature de l'Alabama jusqu'en 1985, quand celle-ci déménagea dans la Chambre de l'État d'Alabama (Alabama State House) — anciennement immeuble du département des routes de l'État (State Highway Department Building). Officiellement ce déménagement n'était que « temporaire », puisque la Constitution de l'Alabama exige que la Législature se réunisse au Capitole. En 1984, un amendement constitutionnel fut voté pour autoriser la Législature à siéger dans un autre bâtiment si le Capitole devait être rénové. La rénovation débuta en 1985 et fut achevée en 1992 et depuis cette réouverture, le Gouverneur d'Alabama et plusieurs autres administrations d'État y ont emménagé mais la Législature est restée dans la State House, et n'a aucun projet de retour dans le Capitole.
Les parties ouvertes au public pour visite sont le hall d'entrée avec ses deux escaliers opposés en porte-à-faux, l'ancien bureau du gouverneur, l'ancienne salle de la Cour suprême de l'État et l'ancienne bibliothèque de la Cour suprême, la Rotonde, l'ancienne chambre des représentants et l'ancienne chambre du Sénat. Si une convention devait se tenir pour modifier la constitution de l'État, l'ancienne chambre des représentants devrait théoriquement accueillir les membres de cette convention.
En 1861, le bâtiment a servi de Capitole des États confédérés d'Amérique. Une étoile à six pointes en laiton, incrustée sur la plus haute marche du porche, indique l'endroit précis — à droite de la porte, entre les colonnes du milieu — où Jefferson Davis se tenait le 18 février 1861, lorsqu'il a prêté serment comme premier (et unique) Président des États confédérés d'Amérique.
Le Capitole a été classé National Historic Landmark en 1960. Le bâtiment et les environs sont entretenus par l'Alabama Historical Commission. Un pâté de maisons à l'ouest se trouve un autre monument classé, l'Église baptiste de Dexter Avenue, où Martin Luther King organisa des actions pour le mouvement des droits civiques dans les années 1950 et 1960, en opposition à la politique du gouvernement d'Alabama.
En 1961, le Gouverneur George Wallace fit flotter le drapeau de bataille des Confédérés sur le Capitole pour célébrer le centenaire de la guerre de Sécession, et de nouveau en 1963 comme symbole de défiance envers le gouvernement fédéral et sa politique de déségrégation. Ce drapeau fut retiré en 1993, un juge de l'Alabama faisant valoir qu'une loi de l'État de 1895 n'autorisait que ne flotte sur le Capitole que le drapeau national ou le drapeau de l'État d'Alabama .

## Architecture
Le bâtiment est de style Greek Revival, dessiné par Barachias Holt. Des constructions supplémentaires furent ajoutées en 1885, 1906, 1911 et 1992. L'intérieur de la coupole est orné d'une fresque évoquant l'histoire de l'Alabama. Le Capitole se distingue aussi par un grand escalier en spirale.